# محسن الیاسی
محسن الیاسی (زادهٔ ۱۳ خرداد ۱۳۶۴) یک بازیکن فوتبال اهل ایران است.
از باشگاه‌هایی که در آن بازی کرده‌است می‌توان به باشگاه فوتبال شهرداری اراک، باشگاه فوتبال هما، باشگاه فوتبال پرسپولیس تهران و باشگاه فوتبال استیل‌آذین تهران اشاره کرد.